# Порыв ветра (картина Курбе)
«Поры́в ве́тра» (фр. Le coup de vent, англ. The Gust of Wind) или «Приближе́ние што́рма» (англ. The Approaching Storm) — картина, написанная примерно в 1865 году французским художником Гюставом Курбе (Gustave Courbet, 1819—1877). Картина находится в основной экспозиции Хьюстонского музея изящных искусств (Museum of Fine Arts, Houston), в разделе европейского искусства.  Размер картины — 146,7 × 230,8 см.

## История
Картина «Порыв ветра» предназначалась для украшения одной из комнат парижского особняка Луи-Николя-Андре Тома, графа де Бояно (Louis-Nicolas-André Thomas, duc de Bojano). В 1875 году картина была приобретена известным маршаном Полем Дюран-Рюэлем, а в 1891 году она была куплена у него Джеймсом Хиллом. Полотно было передано в дар музею Кэролайн Висс Лоу (Caroline Wiess Law) в 2002 году.
Картина «Порыв ветра» была одним из наиболее заметных экспонатов на выставке «Курбе и современный пейзаж» (англ. Courbet and the Modern Landscape), которая проходила в 2006—2007 годах в Музее Гетти в Лос-Анджелесе (21 февраля — 14 мая 2006), Музее изящных искусств в Хьюстоне (18 июня — 20 сентября 2006) и Художественном музее Уолтерса в Балтиморе (15 октября 2006 — 7 января 2007).

## Описание
Картина «Порыв ветра» — самый большой по размеру пейзаж Гюстава Курбе. В левой верхней части полотна изображены надвигающиеся тяжёлые, тёмные тучи. Ветер гнёт ветки деревьев, пытаясь с корнями вырвать дубы из каменистой почвы. Композицию картины можно рассматривать как борьбу между солнечным светом и тенью.
Возможно, натурой для художника послужил лес Фонтенбло, расположенный к юго-востоку от Парижа. Чтобы создать эффект вибрации на переднем плане, Курбе использовал не только кисть, но и мастихин (нож-мастерок для палитры). По сравнению с камнями на переднем плане, освещённые солнцем горы на горизонте изображены в очень мягком стиле.